# Jungnau
Jungnau is een plaats in de Duitse gemeente Sigmaringen, deelstaat Baden-Württemberg, en telt 800 inwoners.

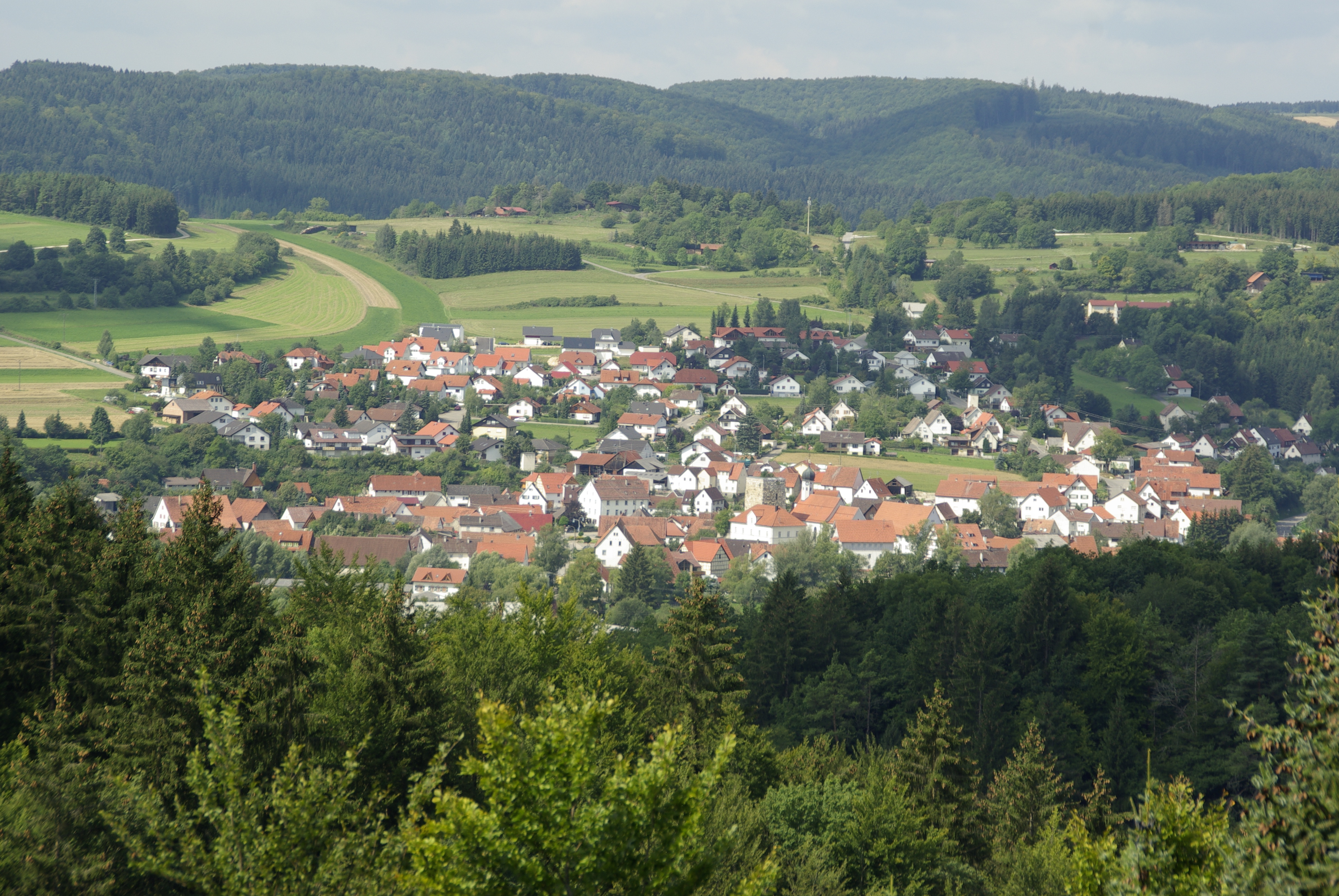
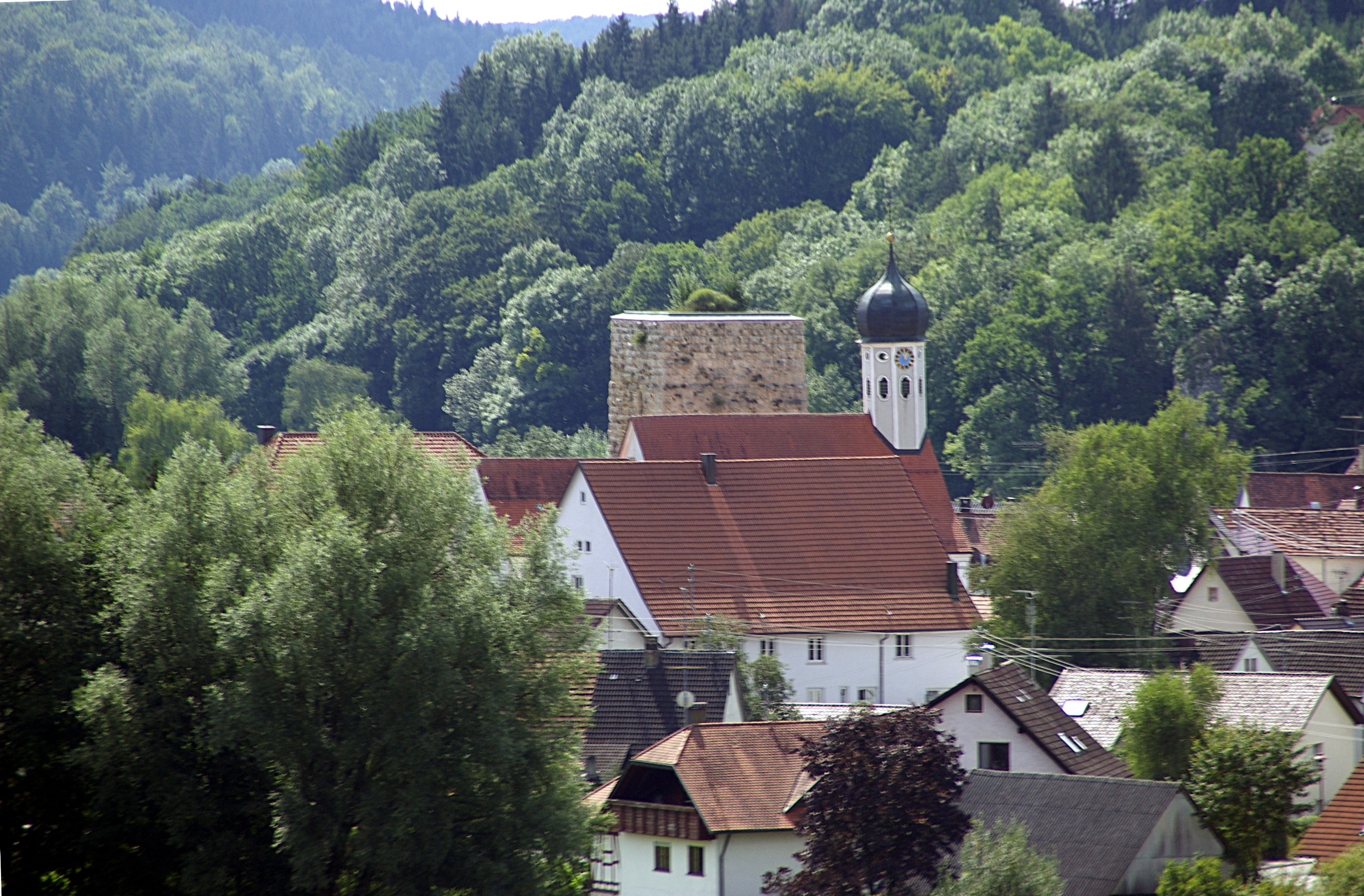
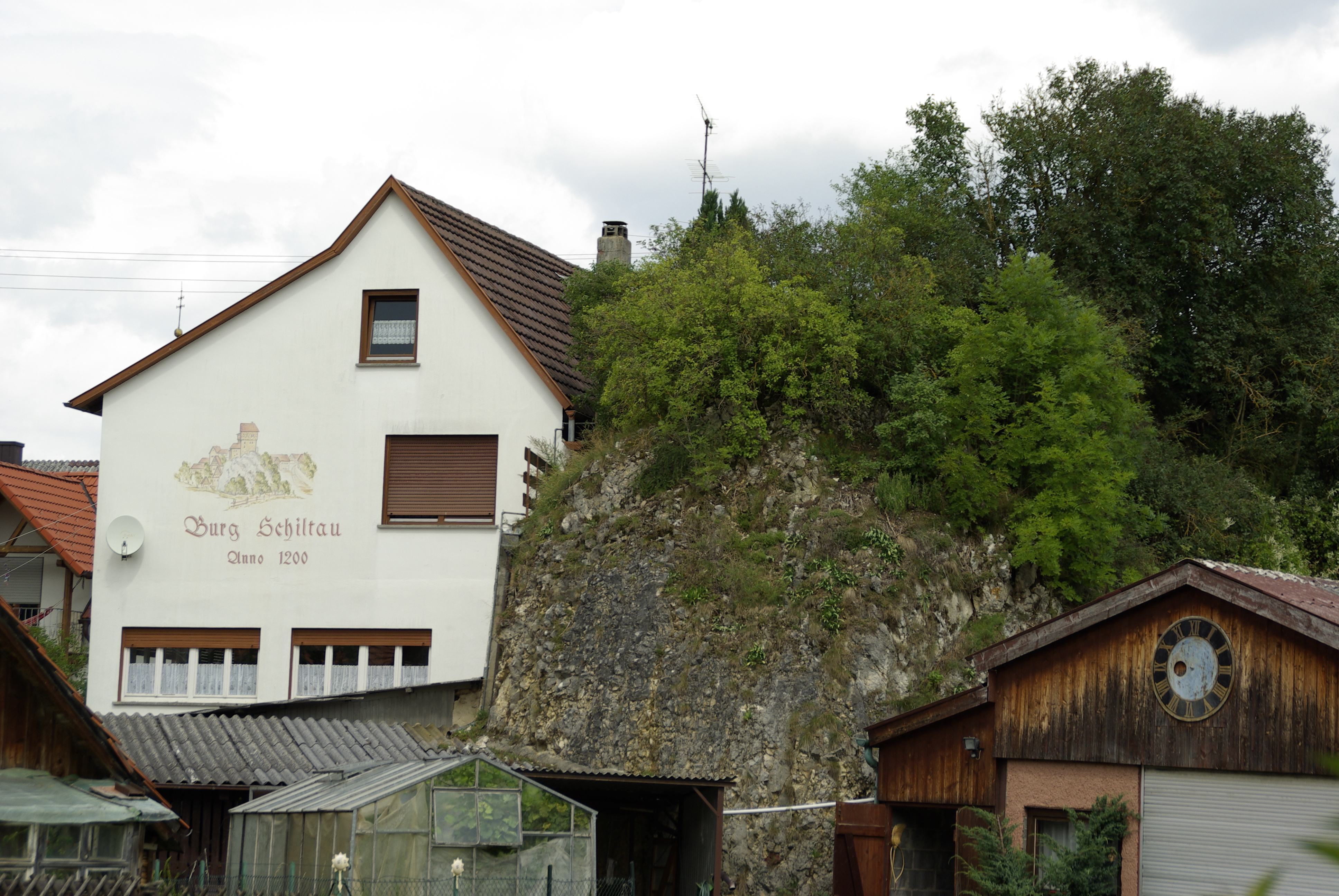
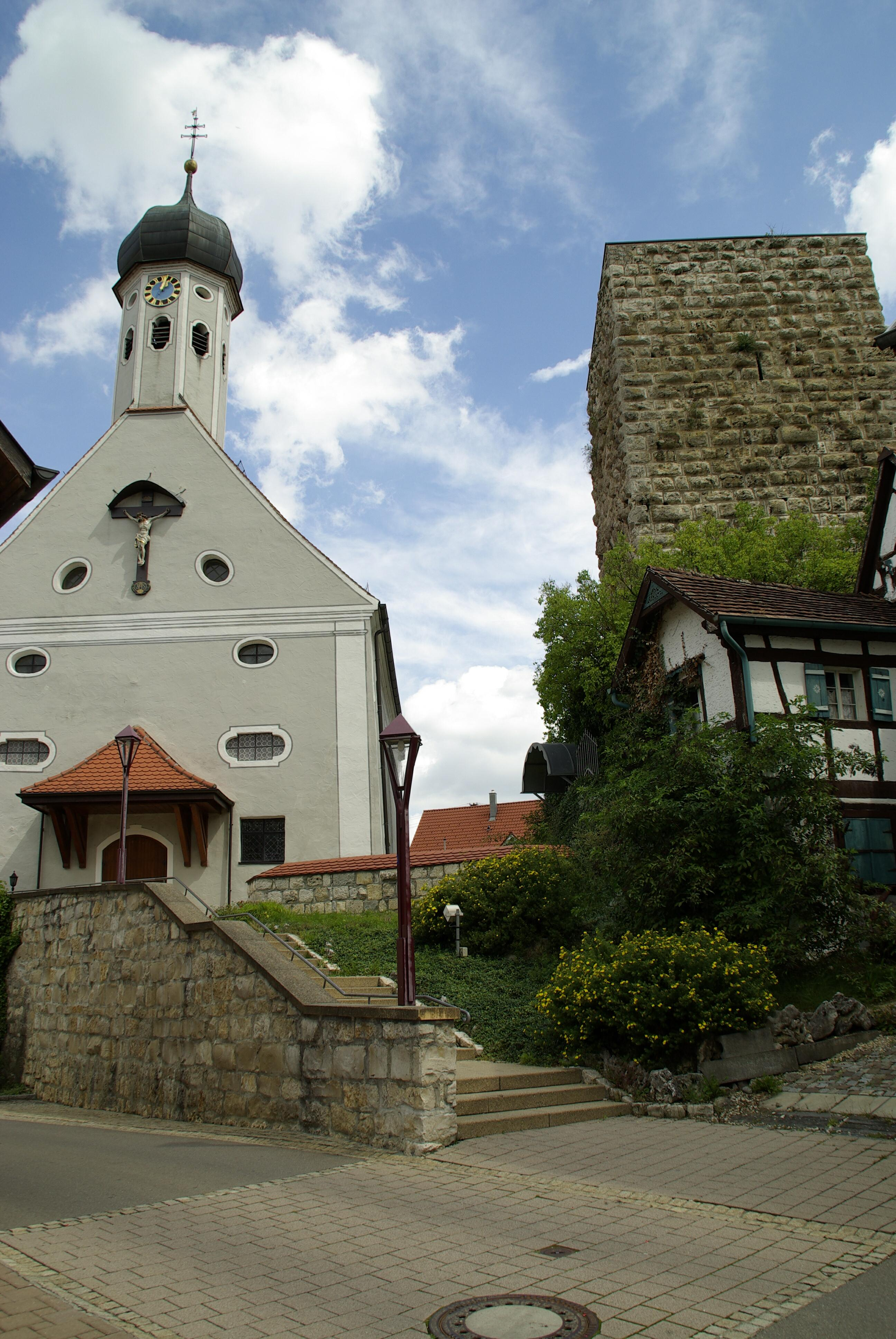